# Rabobank (wielerploeg)/2010
Deze pagina geeft een overzicht van de wielerploeg Rabobank in 2010.

## Algemeen
Sponsor: Rabobank
Algemeen manager: Harold Knebel
Ploegleiders: Erik Breukink, Adri van Houwelingen, Frans Maassen, Erik Dekker, Jan Boven
Fietsmerk: Giant
Materiaal en banden: Shimano, Vittoria

## Renners
| Naam                | Geboortedatum | Nationaliteit | Contract t/m | Ploeg 2009             |
| ------------------- | ------------- | ------------- | ------------ | ---------------------- |
| Mauricio Ardila     | 12-05-1979    | Colombia      | 2010         |                        |
| Lars Boom           | 30-12-1985    | Nederland     | 2011         |                        |
| Graeme Brown        | 08-04-1979    | Australië     | 2010         |                        |
| Stef Clement        | 24-09-1982    | Nederland     | 2011         |                        |
| Laurens ten Dam     | 13-11-1980    | Nederland     | 2011         |                        |
| Jos van Emden       | 18-02-1985    | Nederland     | 2012         |                        |
| Rick Flens          | 11-04-1983    | Nederland     | 2010         |                        |
| Óscar Freire        | 15-02-1976    | Spanje        | 2010         |                        |
| Juan Manuel Gárate  | 25-04-1976    | Spanje        | 2011         |                        |
| Robert Gesink       | 31-05-1986    | Nederland     | 2012         |                        |
| Pedro Horrillo      | 27-09-1974    | Spanje        |              | Gestopt per 08-01-2010 |
| Dmitri Kozontsjoek  | 05-04-1984    | Rusland       | 2010         |                        |
| Steven Kruijswijk   | 07-06-1987    | Nederland     |              | Rabobank Continental   |
| Sebastian Langeveld | 05-04-1984    | Nederland     | 2012         |                        |
| Tom Leezer          | 26-12-1985    | Nederland     | 2010         |                        |
| Paul Martens        | 26-10-1983    | Duitsland     | 2012         |                        |
| Denis Mensjov       | 25-01-1978    | Rusland       | 2010         |                        |
| Koos Moerenhout     | 05-11-1973    | Nederland     | 2010         |                        |
| Bauke Mollema       | 26-11-1986    | Nederland     | 2012         |                        |
| Grischa Niermann    | 03-11-1975    | Duitsland     | 2010         |                        |
| Nick Nuyens         | 05-05-1980    | België        | 2010         |                        |
| Joost Posthuma      | 08-03-1981    | Nederland     | 2011         |                        |
| Kai Reus            | 11-03-1985    | Nederland     |              |                        |
| Tom Stamsnijder     | 15-05-1985    | Nederland     | 2010         |                        |
| Bram Tankink        | 03-12-1978    | Nederland     | 2012         |                        |
| Maarten Tjallingii  | 05-11-1977    | Nederland     | 2012         |                        |
| Pieter Weening      | 05-04-1981    | Nederland     |              |                        |
| Dennis van Winden   | 02-12-1987    | Nederland     | 2011         | Rabobank Continental   |

## Belangrijke overwinningen en uitslagen
| Jayco Bay Cycling Classic Winnaar 1e etappe: Graeme Brown NK Veldrijden Nationaalkampioen: Lars Boom Trofeo Cala Millor-Son Servera Winnaar: Óscar Freire Ronde van Andalusië Winnaar 2e etappe: Óscar Freire Winnaar 3e etappe: Óscar Freire 5e eindklassement: Bauke Mollema Ronde van Murcia Winnaar puntenklassement: Graeme Brown Winnaar ploegenklassement 2e eindklassement: Denis Mensjov 6e eindklassement: Stef Clement 8e eindklassement: Pieter Weening Parijs-Nice 2010 Winnaar proloog: Lars Boom Milaan-San Remo 2010 Winnaar: Óscar Freire | Ronde van het Baskenland 2010 Winnaar 1e etappe: Óscar Freire Winnaar 2e etappe: Óscar Freire Delta Tour Zeeland Winnaar proloog: Jos van Emden Ster Elektrotoer Winnaar proloog: Jos van Emden Ronde van Italië 2e in ploegenklassement Ronde van Zwitserland Winnaar 6e etappe: Robert Gesink Nederlands kampioen tijdrijden Kampioen: Jos van Emden Ronde van Oostenrijk Winnaar 5e etappe: Nick Nuyens Winnaar 7e etappe: Joost Posthuma Winnaar 8e etappe: Graeme Brown Ronde van Polen Winnaar 6e etappe: Bauke Mollema | Eneco Tour Winnaar 3e etappe: Koos Moerenhout GP Jef Scherens Winnaar: Lars Boom GP Cycliste de Montréal Winnaar: Robert Gesink GP van Wallonië Winnaar: Paul Martens Ronde van Emilia Winnaar: Robert Gesink Parijs-Tours Winnaar: Óscar Freire |